# Xosé Luís Méndez Ferrín
Xosé Luís Méndez Ferrín (Orense, 7 de agosto de 1938) es un político y escritor español en lengua gallega, ampliamente reconocido como uno de los más importantes y representativos de la literatura gallega contemporánea. Doctor en Filología, Méndez Ferrín ha sido presidente de la Real Academia Galega (RAG).

## Biografía
En su infancia residió en Orense, con estancias en Celanova. En Orense hace el primer curso de bachillerato y se traslada con su familia a Pontevedra en 1949. Es allí dónde termina los estudios de grado medio. En la década de 1950 despierta su conciencia política, lo que dejó en él una honda huella nacionalista, que no abandonó nunca.
En 1955 se traslada con su familia a Vigo, ciudad que deja al poco tiempo para ir a estudiar Filosofía y Letras en la Universidad de Santiago de Compostela. Allí toma contacto con el galleguismo cultural, articulado en torno a la Editorial Galaxia y a la figura de Ramón Piñeiro. En 1956 obtuvo el primer premio de poesía en las Fiestas Minervais de Santiago de Compostela. En 1957 se traslada a Madrid, donde se licenció en Filología Románica tres años más tarde. En esta ciudad mantiene estrecho contacto con el galleguismo allí ubicado. Así, en 1958, se crea el "grupo Brais Pinto", en torno a la editorial del mismo nombre. En 1961 siguió un curso de cultura inglesa en la Universidad de Oxford. Entre 1963 y 1965 realizó diversos viajes por Europa. Después de cumplir el servicio militar en Canarias pasó dos años, entre 1962 y 1964, en Lugo, ejerciendo de profesor en el Colegio Fingoy, hasta que en 1965 obtiene la Cátedra de Lengua y Literatura Española del Instituto Santa Irene de Vigo, ciudad donde se afinca.
Debido a su actividad política fue procesado en tres ocasiones, pasando en algunas de ellas un período en la cárcel.
Méndez Ferrín fue propuesto al Premio Nobel de Literatura en 1999 por la Asociación de Escritores en Lengua Gallega. Ha sido galardonado con numerosos premios como el Premio de la Crítica de narrativa gallega, Premio de la Crítica Española, Premio de la Crítica Galicia, Premio Losada Diéguez o el Premio Eje Atlántico. En 2008 consiguió el Premio Nacional de Literatura de la Junta de Galicia. Ese mismo año se jubiló y abandonó la docencia.
El 30 de septiembre de 2000 ingresó en la Real Academia Galega, de la que fue presidente desde enero de 2010 hasta febrero de 2013, fecha en la que dimitió alegando presiones de una minoría de académicos que le acusaba de haber contratado a familiares (acusaciones que él siempre negó). El 13 de marzo de 2013 renunció a su puesto vitalicio de académico.
Es columnista en el periódico Faro de Vigo y dirige la revista de pensamiento crítico A Trabe de Ouro, con gran influencia en la cultura gallega, gracias a la difusión de problemas e investigaciones sobre cuestiones diversas con aproximaciones interdisciplinares, y bajo una doble perspectiva nacional (de Galicia) y universal.

## Actividad política
Ya en 1958 comienza a implicarse en el nacionalismo gallego de carácter cultural. En 1964 participa en la creación de la Unión del Pueblo Gallego (UPG), partido comunista y nacionalista, y germen del nacionalismo gallego contemporáneo. Debido a su actividad política fue acusado de propaganda ilegal en 1967 y estuvo detenido en la prisión del Príncipe de Vigo. En 1968 fue procesado por rebelión militar pero la causa finalmente fue sobreseída. En 1969, durante el estado de excepción en España, vuelve a ser detenido, juzgado y condenado a dos años de cárcel por propaganda ilegal, de los que cumplió parte en diversos penales.
En 1972, debido a las huelgas de mayo y septiembre en Vigo, hubo contra él una orden de búsqueda y captura el que le obligó a pasar a la clandestinidad. En 1977 participó en la formación de la Unión del Pueblo Gallego-línea proletaria (UPG-lp), que se convertirá en 1978 en el Partido Galego do Proletariado (PGP), y en 1979 en la creación de la organización independentista Galiza Ceibe. En 1980 fue detenido bajo la acusación de tenencia de armas y pasó tres meses en la cárcel de Segovia, antes de ser puesto en libertad. Juzgado por la Audiencia Nacional fue absuelto.
En las elecciones al Parlamento Europeo de 2009, Méndez Ferrín fue miembro de la lista de Iniciativa Internacionalista - La Solidaridad entre los Pueblos (II-SP). En la actualidad sostiene iniciativas políticas y sociales como las Redes Escarlata y es miembro destacado del Frente Popular Gallego (FPG), que se integró en Anova-Irmandade Nacionalista en 2012.

## Vida personal
En 1962 se casó con María Xosé Queizán, y tuvieron una hija y un hijo, Cristal (1964) y Roi. Se separaron en 1974, y el matrimonio quedó anulado en 1989. En 1983 se casó con la profesora, escritora y sindicalista Moncha Fuentes Arias.  Fueron padres de la poeta Oriana Méndez.

## Obras publicadas

### Poesía
- Voce na néboa, 1957.
- Antoloxía Popular, 1972. Con el pseudónimo de Heriberto Bens.
- Sirventés pola destrucción de Occitania, 1975.
- Con pólvora e magnolias, 1976. Publicado en castellano como Con pólvora y magnolias, ISBN 84-7517-406-X.[7] Premio de la Crítica.
- Poesía enteira de Heriberto Bens, 1980.
- O fin dun canto, 1982.
- Erótica, 1992.
- Estirpe, 1994. Premio Losada Diéguez.
- O outro, 2002.
- Era na selva de Esm, 2004.
- Contra Maquieiro, 2005. Premio Losada Diéguez.

### Narrativa
- Percival e outras historias, 1958. Publicado en castellano como Percival en su bosque, ISBN 84-206-4715-2.
- O crepúsculo e as formigas, 1961, ISBN 84-9782-127-0.
- Arrabaldo do norte, 1964.
- Retorno a Tagen Ata, 1971.
- Elipsis e outras sombras, 1974.
- Antón e os inocentes, 1976.
- Crónica de nós, 1980. Publicado en castellano como Crónica de nosotros, ISBN 84-88920-21-0.
- Amor de Artur, 1982.
- Arnoia, Arnoia, 1985.
- Bretaña Esmeraldina, 1987. Premio Crítica Galicia.
- Arraianos, 1991. Premio Crítica Galicia, Premio Losada Diéguez, Premio de la Crítica Española.
- No ventre do silencio, 1999. Publicado en castellano como En el vientre del silencio, ISBN 84-8136-228-X. Premio Eje Atlántico de narrativa gallega y portuguesa "Carlos Blanco".
- Fría Hortensia y otros cuentos, 1999. Recopilación en castellano de cuentos de toda la trayectoria del autor. ISBN 84-206-3448-4.

### Otros géneros
- De Pondal a Novoneyra, 1984.
- Conversas con Xosé Luís Méndez Ferrín, 2006.